# Határfő
Határfő (németül: Schmiedrait) Felsőlövő településrésze Ausztriában, Burgenland  tartományban, a Felsőőri járásban.

## Fekvése
Felsőőrtől 13 km-re, Felsőlövőtől 7 km-re Burgenland, Alsó-Ausztria és Stájerország hármashatáránál fekszik.

## Története
A  települést 1388-ban "Symdroch" néven említik először abban az oklevélben, melyben Zsigmond király a borostyánkői uradalmat a Kanizsai családnak adja zálogba. 1392-ben a Kanizsaiak az uradalom tulajdonát is megkapták. Azt ezt hitelesítő oklevélben a település "Simidrouch" néven szerepel. Borostyánkő várának uradalmához tartozott.
1532-ben elpusztították a Kőszeg várát ostromló török hadak tatár segédcsapatai. 1580 körül a reformáció hatására lakói evangélikusok lettek. 1636-ban a Batthyány család birtoka lett.
Vályi András szerint "SMIRAU. Német falu Vas Várm. földes Ura Gróf Batthyáni Uraság, lakosai katolikusok, fekszik Máriásfaluhoz nem meszsze, és annak filiája; határja is hozzá hasonlító."
Fényes Elek szerint "Smidraith, német falu, Vas vgyében, a magyar, ausztriai és stájer határok összejövetelénél, 8 kath., 296 evang. lak., és oskolával. A borostyánkői uradalomhoz tartozik. Ut. p. Kőszeg."
Vas vármegye monográfiája szerint "Határfő, határszéli község Alsó-Ausztria felé, 34 házzal és 283 r. kath. és ág. ev. vallású, németajkú lakossal. Postája Hamvasd, távírója Felső-Eör."
1910-ben 247, túlnyomórészt német lakosa volt. A trianoni békeszerződésig Vas vármegye Felsőőri járásához tartozott. 1921-ben Ausztria Burgenland tartományának része lett.

## Nevezetességei
- Evangélikus temploma 1850-ben épült torony nélkül.
- Hármashatárkő.

## Külső hivatkozások
- Felsőlövő hivatalos oldala
- Határfő a dél-burgenlandi térség honlapján
- Légifotó